# Municipio de Steuben (Pensilvania)
El municipio de Steuben (en inglés: Steuben Township) es un municipio ubicado en el condado de Crawford en el estado estadounidense de Pensilvania. En el año 2000 tenía una población de 908 habitantes y una densidad poblacional de 14 personas por km².

## Geografía
El municipio de Steuben se encuentra ubicado en las coordenadas 41°42′00″N 79°52′59″O / 41.70000, -79.88306.

## Demografía
Según la Oficina del Censo en 2000 los ingresos medios por hogar en la localidad eran de $30,568 y los ingresos medios por familia eran de $35,750. Los hombres tenían unos ingresos medios de $32,188 frente a los $19,773 para las mujeres. La renta per cápita de la localidad era de $13,089. Alrededor del 16,2% de la población estaba por debajo del umbral de pobreza.